# Melese nigropunctata
Melese nigropunctata är en fjärilsart som beskrevs av Rothschild 1910. Melese nigropunctata ingår i släktet Melese och familjen björnspinnare. Inga underarter finns listade i Catalogue of Life.